# Der tanzende Tor (1917)
Der tanzende Tor ist ein dänisches Stummfilmdrama von A. W. Sandberg aus dem Jahre 1917 mit Valdemar Psilander in der Titelrolle.

## Handlung
Der Film startet mit einem Prolog, in dem Waldemar Psilander mit der Laute eigens gedichtete Zeilen vorträgt. Dann beginnt der Film.
Joe Higgins arbeitet als Clown bei einem Wanderzirkus. Er ist sehr glücklich mit der Tochter des Direktors, Daisy, mit der er quasi im Zirkus aufgewachsen ist, verheiratet. Eines Tages wird ihm von einem international agierenden Impresario ein verlockendes Angebot unterbreitet: er solle zum hauptstädtischen Zirkus wechseln. Joe schlägt ein und zieht mit seiner Frau und ihren Eltern in die Kapitale. Rasch feierte Joe mit seinen Varietéshows auch dort große Erfolge, bis er eines Tages durch einen Spiegel mit ansehen muss, wie sich seine Frau, die einige Schwierigkeiten hat, sich im neuen, von Wohlstand geprägten Leben zurechtzufinden, von einem fremden Mann küssen lässt. Es kommt zum Eklat, und während dieser turbulent geführten Aussprache gesteht Daisy, dass sie den Fremden, Robert Maxwell (im dänischen Original: Graf Henri), der Abend für Abend die Varietéveranstaltungen besuchte und hinter der Bühne geschickt mit Daisy anbändelte, lieben würde. Verzweifelt lässt Joe seine Frau ziehen.
Ein Jahr später. Robert hat längst seinen wahren Charakter gezeigt, seine Gefühle zu ihr sind mächtig erkaltet.  In Begleitung von Freunden besuchen Robert und Daisy ein Nachtcafé. Dort begegnet Daisy Joe wieder und bittet ihn um Verzeigung, da sie ihren Schritt, ihn zu verlassen, bitter bereue. Doch er lehnt mit verächtlicher Miene ab. Völlig verzweifelt versucht sich Daisy das Leben zu nehmen und springt ins Wasser. Sie wird zwar gerettet, doch erst in der Stunde ihres Todes kann sie sich mit dem Ex-Gatten Joe aussöhnen. Daisy sagt ihm, dass er die einzige, wahre Liebe in ihrem Leben gewesen sei. Joe Higgins schwört am Sterbebett, den Mann, der ihr das alles angetan hat, zu töten, sollte er ihm jemals wieder begegnen.
Der alternde Clown, grau und müde geworden, ist zu seinen Wurzeln, einem kleinen Wanderzirkus, zurückgekehrt. Dort sieht er eines Tages Robert im Publikum. Rasend vor Zorn nimmt Joe den für seine Nummer benötigten Revolver und schießt seinen alten Rivalen inmitten der Vorstellung über den Haufen. Das Publikum klatscht begeistert, glaubt es doch, dies sei Teil der Vorführung. Der traurige Clown stößt ein Gebet gen Himmel: “Daisy, lass mich zu dir kommen!”. Dann stirbt der tanzende Tor an einem Herzschlag.

## Produktionsnotizen
Der zum Jahresende 1916 von der Nordisk Film hergestellte Film wurde am 7. Mai 1917 in Kopenhagen uraufgeführt. In Österreich, wo der Film mit Jugendverbot belegt wurde, wurde „Der tanzende Tor“ am 5. Oktober 1917 in Wien herausgebracht. Auch in Deutschland, wo man den Film auch unter dem Zweittitel Der Klown sehen konnte, lief er noch im selben Jahr an; ein genaues Uraufführungsdatum ist derzeit nicht bekannt.
„Der tanzende Tor“ war einer der letzten Filme Psilanders; den weltweiten Erfolg (vor allem auch in Deutschland) hat er – Psilander starb zwei Monate vor der Uraufführung – nicht mehr erlebt.
Die Filmbauten stammen von dem bekannten Kopenhagener Bühnenbildner Axel Bruun.
Regisseur Sandberg inszenierte 1926 ein Remake seines Films unter demselben Titel Klovnen. Auch dieser Film hieß in Deutschland Der tanzende Tor. Die Rolle des Joe Higgins verkörperte diesmal Gösta Ekman.

## Filmmusik
Von dem Komponisten und Kinokapellmeister Alexander Schirmann stammt der Titelschlager “Das Lied vom tanzenden Toren”. Die Komposition „Der tanzende Tor : Entr'Act und Lied“ war bereits 1915 im Berliner Musikverlag von C. M. Roehr erschienen, den Text dichtete Valdemar Psilander.
- Notenausgabe:

Das Lied vom tanzenden Toren. Aus dem Film “Der tanzende Tor” mit Valdemar Psilander. Musik: Alexander Schirmann. Für Gesang mit Klavier oder Harfenbegleitung. Verlag C. M. Roehr, Mauerstrasse, 76 - Berlin. Pub. No.: A.Sch. 3. 4 Bll.
- Tondokumente:

Anker Record Nr. 906 (Matr.  ?  ) : “„Der tanzende Tor“ : Entr'Act und Lied” von A. Schirmann. Anker-Streichorchester.
Homokord 15 776 (im wax: M 5 K, A 9 5 18) : Das Lied vom tanzenden Toren, aus dem Film „Der tanzende Tor“ (A. Schirmann). Gesang, mit Orchester.
Beka 30 144 (mx. 30 144) : „Der tanzende Tor“ - Lied (Alexander Schirmann). Emil Severin, Bariton mit Orchester. Aufgen. am 30. August 1918

## Kritik
In Paimann’s Filmlisten ist zu lesen: „Stoff, Photos und Szenerie ausgezeichnet. Spiel hochprima. (Der größte Schlager aller Psilanderfilm[e].)“